# Квинт Муций Сцевола (консул 220 пр.н.е.)
Вижте пояснителната страница за други личности с името Квинт Муций Сцевола.
Квинт Муций Сцевола (на латински: Quintus Mucius Scaevola) e политик на Римската република през 3 век пр.н.е.
През 220 пр.н.е. Квинт е избран за консул заедно с Луций Ветурий Филон. Едновременно консули са Марк Валерий Левин и Квинт Лутаций Катул.
1. 1 2  Q. Mucius (19) P. f. Scaevola //   Посетен на 10 юни 2021 г.
2. ↑  1288 //   Посетен на 10 юни 2021 г.
3. ↑  1289 //   Посетен на 10 юни 2021 г.